# Corpataux-Magnedens
Corpataux-Magnedens är en tidigare kommun i kantonen Fribourg, Schweiz. Den bestod av byarna Corpataux och Magnedens.
Corpataux-Magnedens var tidigare en egen kommun, men den 1 januari 2016 bildades kommunen Gibloux genom en sammanslagning av Corpataux-Magnedens, Farvagny, Le Glèbe, Rossens och Vuisternens-en-Ogoz.
Den här artikeln är helt eller delvis baserad på material från tyskspråkiga Wikipedia, Corpataux-Magnedens, tidigare version.